# 御食神社 (伊勢市)

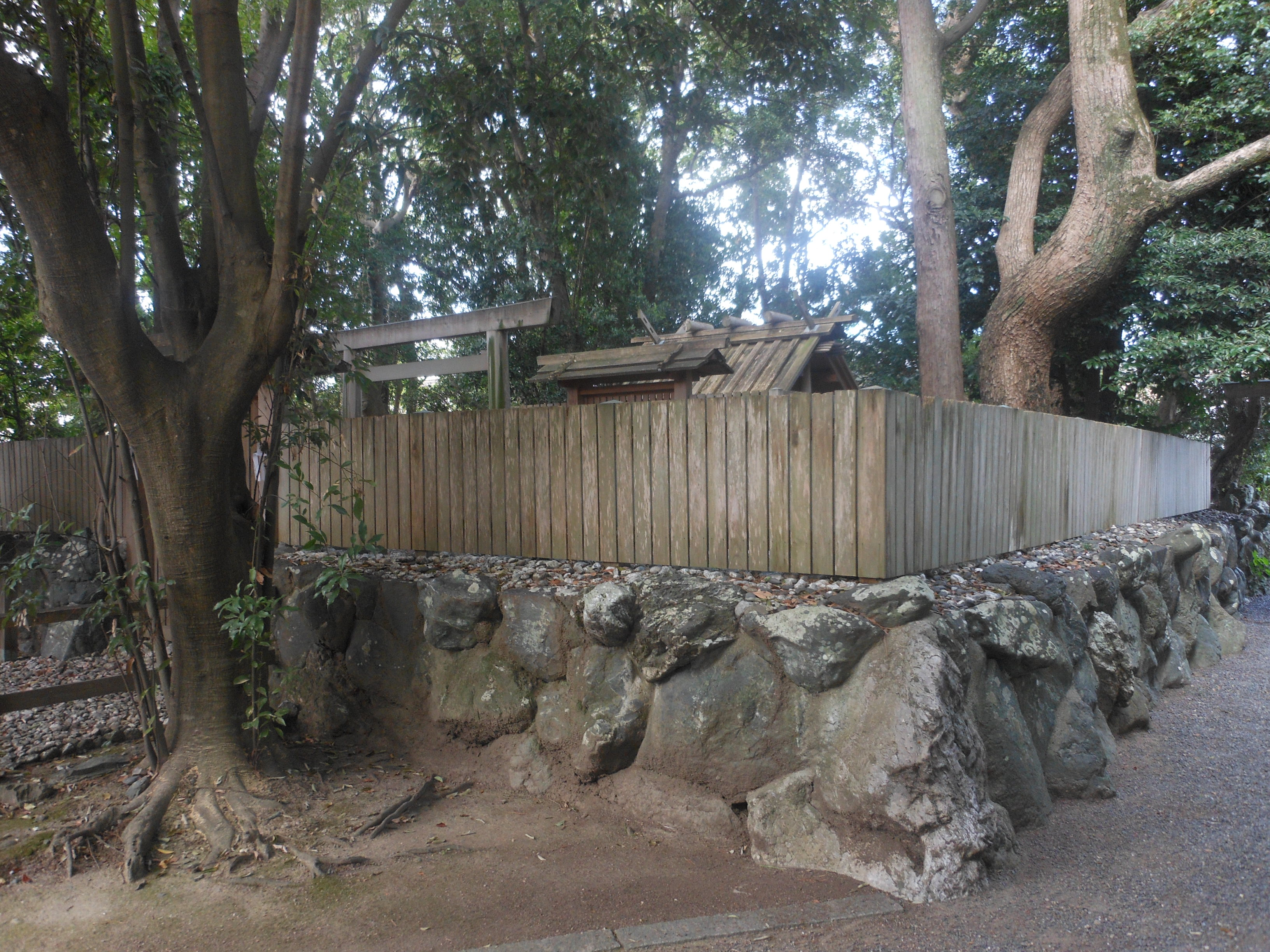
社殿

御食神社（みけじんじゃ）は、伊勢神宮豊受大神宮（外宮）の摂社。外宮の摂社16社のうち第15位である。
地域住民からは産土神として信仰され、「辰神さん」と呼ばれている。

## 概要
伊勢の海の玄関口として栄えた三重県伊勢市神社港（かみやしろこう）に鎮座する。境内は池と堀で囲まれている。この堀は、海水の出入りした入り江の名残とされる。
祭神は、水戸御饗都神（みなとのみけつかみ）。神社港で揚がった海産物を伊勢神宮に調進する御饌の神である。「水戸」は海水の入り込む「港」を意味する。
社殿は一重の玉垣に囲まれている。賽銭箱は置かれていない。本殿に向かい合う位置に舟の形をした手水鉢が置かれている。「辰の井」と呼ばれる井戸が境内にあり、火除の神として崇敬を集めている。また、神社港のお木曳きの奉曳団は「辰組」を名乗る。
社名は、『延喜式神名帳』などでは「御食神社」で「ミケノ」という傍訓を付している。このほか、『齋宮式』では「御饗社」と記し、「ミアルシ」の傍訓を付す。白山芳太郎は「ミアルシ」は「ミアヘツ」の誤記であるとし、「ミアヘツ」が古い御食神社の呼称であり、「御食」・「御饗」と2つの表記が行われていたと述べている。

## 歴史
『倭姫命世記』に記された「水饗神社」（みけじんじゃ）が起源であるとされる。水饗神社は、鷲取老翁（わしとりのおきな）が倭姫命に清水を奉った功績を讃えて創建されたもので、その時に清水を汲んだと伝わる「辰の井」が境内にある。伊勢神宮の摂社の定義より『延喜式神名帳』成立、すなわち延長5年（927年）以前に創建されたのは確実である。また、『止由気宮儀式帳』にも記載があることから延暦23年（804年）以前から存在したことになる。『神名秘書』では、鎮座地を「箕曲郷大口村」とする。櫻井勝之進は、御食神社に関連して、以下のように述べている。
中世には祭祀が断絶し、寛文3年（1663年）に現社地で再興された。明治4年（1871年）、近代社格制度の創設により、外宮摂社でありながら、度会県管轄の村社に列し、伊勢神宮と度会県から二重に所管されることとなった。こうした二重管轄はほかの神宮摂末社でも発生したため、神宮司庁は教部省に諮ったところ、11の末社が神宮の管轄から外れた一方、皇大神宮（内宮）末社の加努弥神社と御食神社はそのまま二重管轄とすることが明治5年4月（グレゴリオ暦：1872年5月）に申し渡された。加努弥神社では1881年（明治14年）12月に氏子が内宮末社と村社の分離を求め、1886年（明治19年）に分離が決定するに至ったが、御食神社に関しては分離が提起されたという記録はなく、分離問題はなかったと見られる。

## 祭事

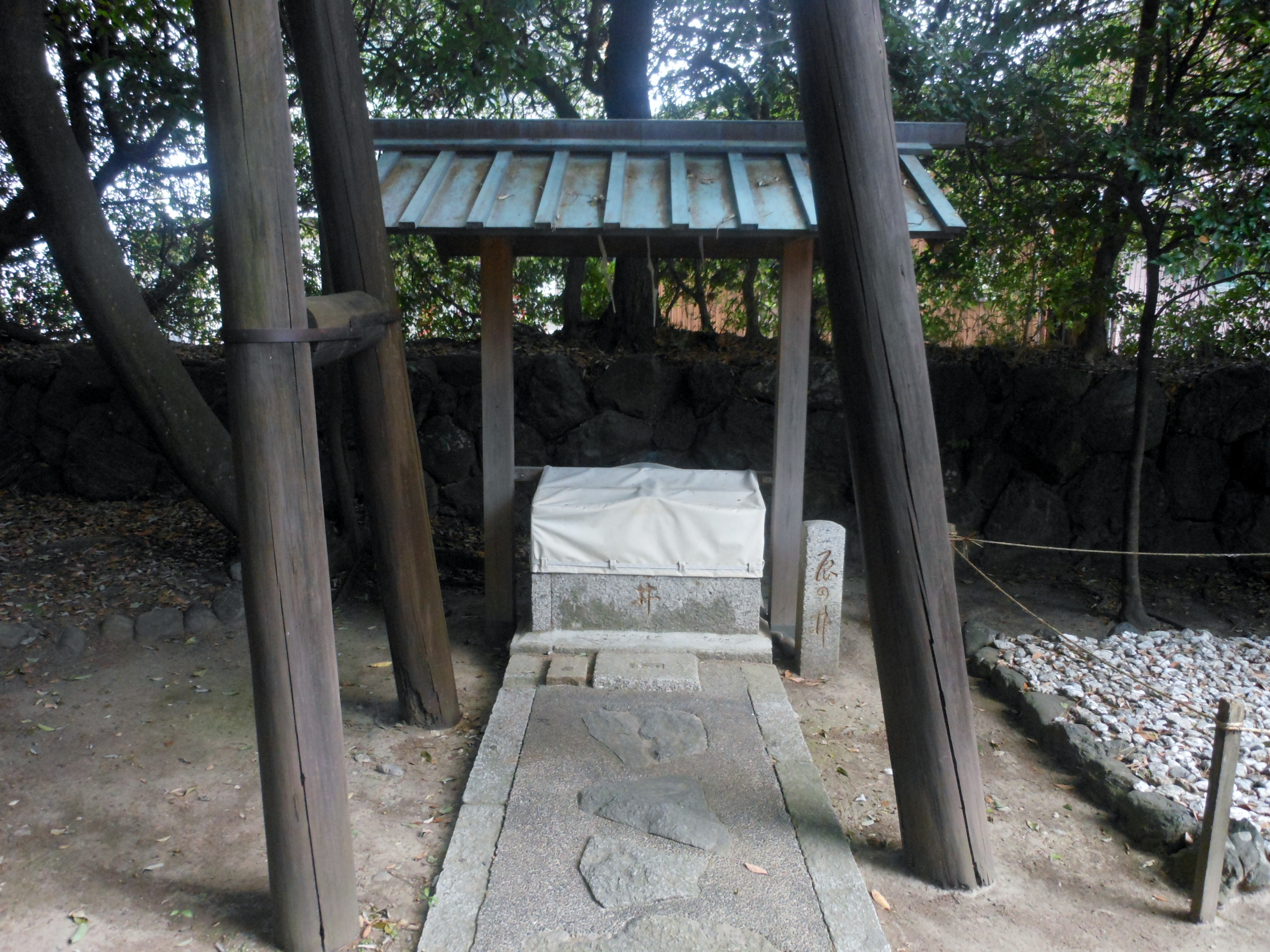
辰の井

御食神社では、新年最初の辰の日に「お水取り」が行われる。「お水取り」では、境内にある「辰の井」から汲み上げた水（初水）を地元住民が参拝者に配る。この水で清めると1年間水難・火難を避けることができるとの伝承から、各家庭では家の周囲に水をかけ、残り水を台所に供える習わしとなっている。2013年（平成25年）は、1月2日に行われた。
お白石持の際には、辰の井の水を道に撒きながら御白石を奉献する。

## 交通
御食神社は、古い街並みの少し残る、神社港の街の中にある。
- 三重交通バス「神社港」バス停より徒歩約3分（約300m）。
- 国道23号（南勢バイパス）「小木町1」交差点から北東方向へ進み、三重県道201号宇治山田港伊勢市停車場線経由、約2分（約1.4km）。付近に駐車場はない。